# Onocolus compactilis
Onocolus compactilis är en spindelart som beskrevs av Simon 1895. Onocolus compactilis ingår i släktet Onocolus och familjen krabbspindlar. Inga underarter finns listade i Catalogue of Life.